# Otto Korrmann
Otto Korrmann (* 23. Oktober 1901 in Raumerswalde, Landkreis Landsberg (Warthe); † 1. August 1969) war ein deutscher Schlosser, Genossenschaftsbauer und Parlamentsabgeordneter der DDR-Blockpartei Demokratische Bauernpartei Deutschlands (DBD).

## Leben
Korrmann stammte aus der preußischen Provinz Brandenburg und war der Sohn eines Landarbeiters. Nach dem Besuch der Volksschule nahm er eine Lehre zum Motorschlosser auf. Danach arbeitete er als Schiffer auf der Oder und als Landarbeiter. Nach Ende des Zweiten Weltkrieges und der Abtretung des Landkreises Landsberg an Polen musste er seine Geburtsheimat verlassen. Er ließ sich im Kreis Bad Freienwalde in Karlshof nieder, wo er Neubauer wurde. Später trat er der neugegründeten LPG bei und wurde Genossenschaftsbauer.

## Politik
Korrmann wurde 1948 Mitglied der in der Sowjetischen Besatzungszone neugegründeten Demokratischen Bauernpartei Deutschlands (DBD). Er übernahm verschiedene Parteifunktionen in seinem Heimatort und im Kreis Bad Freienwalde. Außerdem wurde er in den Gemeinderat von Karlshof gewählt. 
Für die DBD kandidierte Korrmann 1950 zu den ersten Volkskammerwahlen und vertrat anschließend die DBD als Abgeordneter in der Volkskammer. 1954 kandidierte er erneut und vertrat die DBD nochmals bis 1958 in der Volkskammer.